# Ionel Jianou
Ionel Jianou (pseudonyme littéraire de Ionel Stark), né le 23 octobre 1905 à Bucarest et mort à Paris 14e le 21 mars 1993, est un critique d'art et éditeur roumain puis français.
Installé à Paris en 1961, il crée en 1962 la maison d'édition „Arted” et y publie des monographies, qu'il écrit souvent lui-même ou en collaboration, sur les sculpteurs du XXe siècle.

## Biographie

### Bucarest, 1905-1924
Ionel Jianou est élève au lycée Matei Basarab de Bucarest entre 1920 et 1924.

### Paris, 1924-1927
Ionel Jianou arrive à Paris en 1924 où il entreprend des études supérieures en Littérature et en Droit et obtient sa licence en 1927. De 1925 à 1927, il est correspondant du journal Politica de Bucarest dans lequel il publie des articles sur la vie littéraire et artistique française, notamment sur Marcel Proust, André Gide, Paul Valéry, Jean Cocteau, Jules Romains, Henry de Montherlant, François Mauriac, Gaston Baty et Louis Jouvet. En 1926 et 1927 il participe également à la rédaction artistique du journal Le Soir.

### Bucarest, 1927-1961
Rentré en 1927 à Bucarest, Ionel Jianou, inscrit au bareau d’Ilfov, est rédacteur artistique au journal Rampa et à la revue Vremea. En 1929 il dirige la page artistique au quotidien Ultima oră (« La dernière heure ») et collabore à La Nation Roumaine. Il y accorde une large place à la littérature française et à l’École de Paris. Ionel Jianou est en 1929 et 1930 directeur de la revue d’inspiration démocratique et rationaliste Acțiune și reacțiune (« Action et réaction »), réalisant de 1931 à 1934 à Radio-Bucarest des émissions sur la vie artistique française, puis rédige de 1935 à 1938 la chronique des arts plastiques du journal de langue française Le Moment. Sous différents pseudonymes tels que Don Juan, Don José, Don X ou Vivian Bell, il a également collaboré par des chroniques à Convorbiri literare, La Roumanie nouvelle, Viața litereră et Revista Fundației regale. En 1931, Ionel Jianou crée un cabinet d’avocats et devient en 1935 membre de la Société des écrivains roumains.
Sous le régime fasciste, Ionel Jianou doit interrompre son activité journalistique en raison de ses origines juives mais, étant citoyen roumain de souche (dreptar), il échappe aux persécutions du « Pétain roumain » Ion Antonescu et peut fonder en 1942, avec Ecaterina Dulfu et Marc Haldner, la galerie d'art Căminul artei (« Foyer de l'art »), tout en aidant le Résistance. Après la libération de 1944 ils créent la maison d'édition du même nom. De 1944 à 1947, alors que se met en place le régime communiste de Roumanie, il y publie plusieurs ouvrages sur les peintres historiques de la Roumanie (Theodor Pallady, Nicolae Tonitza et Ștefan Luchian) ainsi qu’une étude sur Gheorghe Petrașcu. De 1945 à 1947 il dirige la revue d’art Lumină si Culoare (« Lumière et Couleur ») où il écrit plusieurs articles sur Constantin Brâncuși, Nicolae Grigorescu, Nicolae Tonittza et Ștefan Luchian. En 1945, il fait aussi paraître aux éditions des Fondations Culturelles Royales, une monographie sur le peintre Gheorghe Petrașcu.

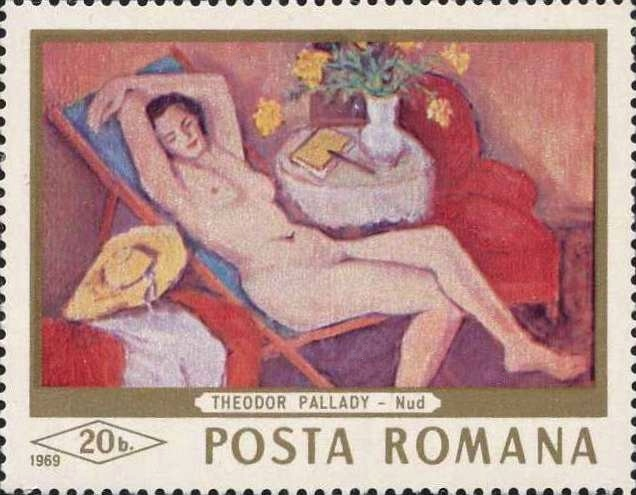
Peinture de Theodor Pallady (1981-1958)
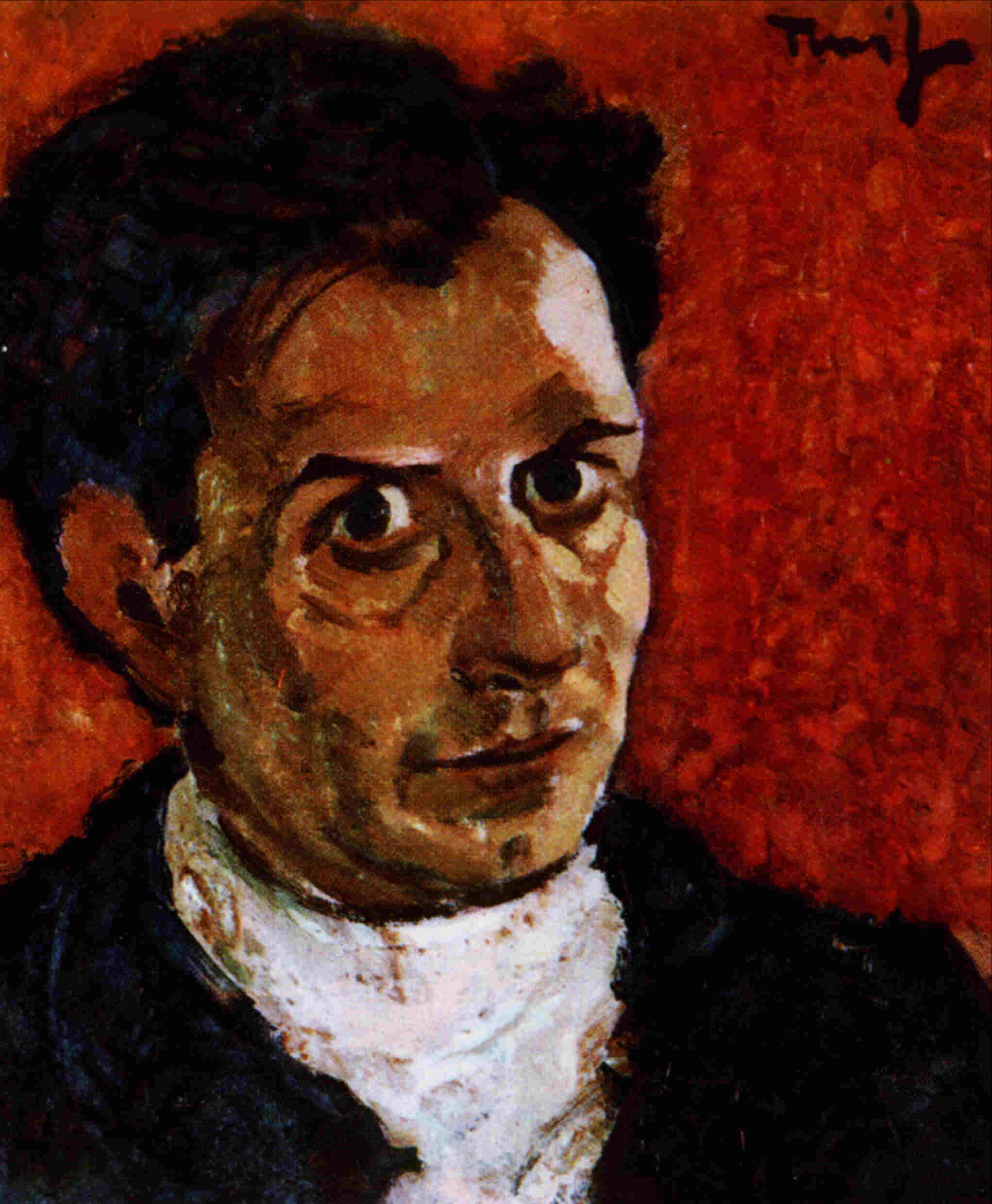
Autoportrait, vers 1923, de Nicolae Tonitza (1886-1940)
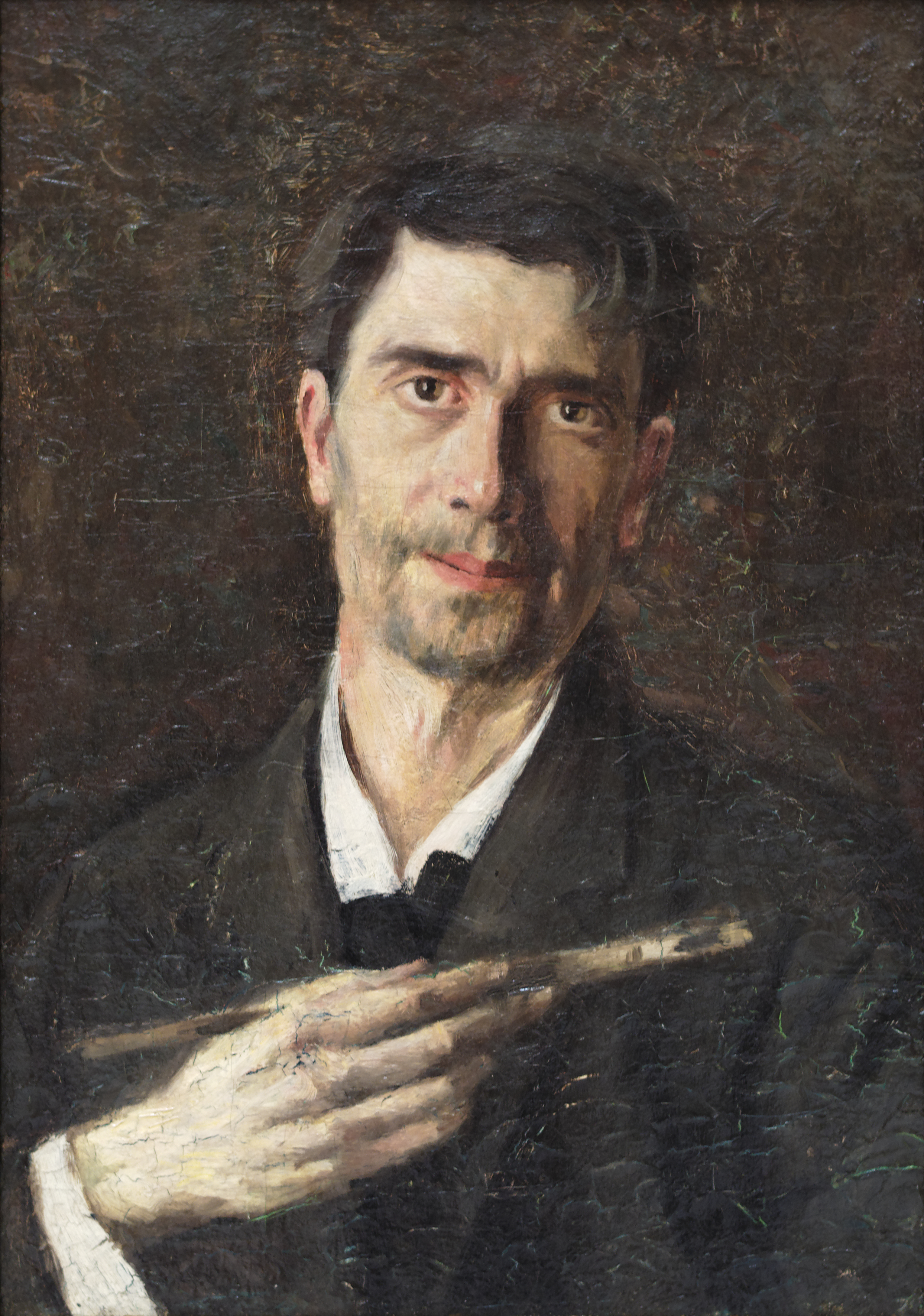
Autoportrait, entre 1905 et 1906, de Ștefan Luchian (1868-1916)
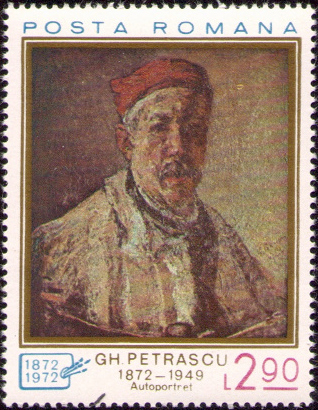
Autoportrait de Gheorghe Petrașcu (1872-1949)

De 1949 à 1956, Ionel Jianou continue de publier des ouvrages sur les artistes romains Theodor Aman, Ștefan Dimitrescu, Nicolae Grigorescu, et traduit par la suite une vingtaine de livres de littérature.
En 1950, Ionel Jianou est nommé inspecteur à la Direction Générale des Théâtres et en 1951 chef des sections artistiques des maisons d’édition de l’État „Espla” jusqu’en 1958, puis „Meridiane” de 1959 à 1961. Directeur du département d’histoire de l’art, il enseigne de 1954 à 1961 l’histoire de l'art à l’Institut „Nicolae Grigorescu”.
Toutefois, le contrôle du parti communiste roumain sur la vie intellectuelle se resserre au fil des ans et Ionel Jianou n’est pas jugé très « digne de confiance » par la police politique Securitatea, car il a un frère, Virgil Stark, vivant dans le « camp impérialiste ».

### Paris, 1961-1993
Ayant reçu une modeste somme de son frère, Ionel Jianou peut quitter la Roumanie en 1961 et il s’établit définitivement à Paris. Membre de l’Association internationale des critiques d'art, il y fonde en 1962 la maison „Arted”, spécialisée dans l’édition d’ouvrages sur les sculpteurs modernes et contemporains. Il y rédige sous son nom ou en collaboration, des monographies de sculpteurs, parmi lesquels Auguste Rodin, Antoine Bourdelle, Constantin Brâncuși, Jean Arp, Henry Moore et Étienne Hajdu.
Ionel Jianou préface par ailleurs de nombreux catalogues d’exposition d’artistes roumains et collabore par ailleurs aux publications de la diaspora roumaine en France : Apoziţia, Revista scriitorilor români, Destin, Limite de Virgil Ierunca, Viaţa noastră et Journal of the American Romanian Academy of Arts and Sciences. Il reçoit en 1967, avec Petru Comărnescu, la médaille d’or décernée par l’Association internationale des critiques d'art pour ses études en France de l’œuvre de Constantin Brâncuși.
Après sa retraite en 1981, Ionel Jianou continue à publier des ouvrages, sur les sculpteurs, participe à des colloques sur Constantin Brâncuși à Venise en 1982, sur Jean Arp à Strasbourg en 1986, et publie en 1990 son dernier livre, l’autobiographie Un om, o viaţă, un destin (« Un homme, une vie, un destin »).
Il meurt à Paris le 21 mars 1993.

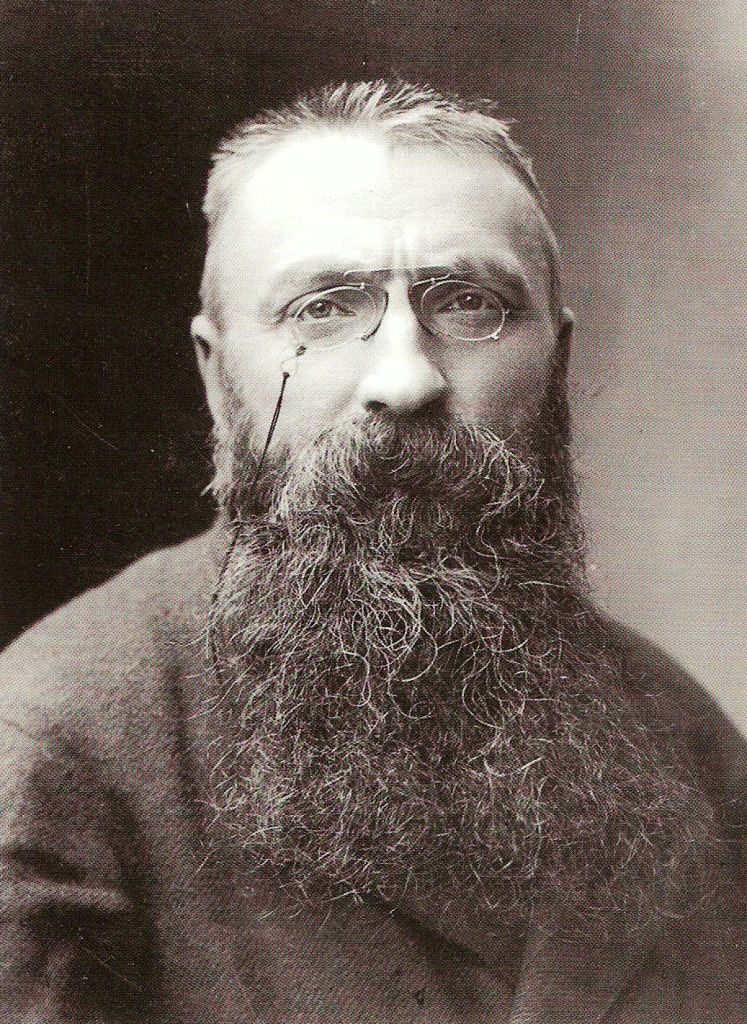
Photographie par Nadar en 1891 d'Auguste Rodin (1840-1017)
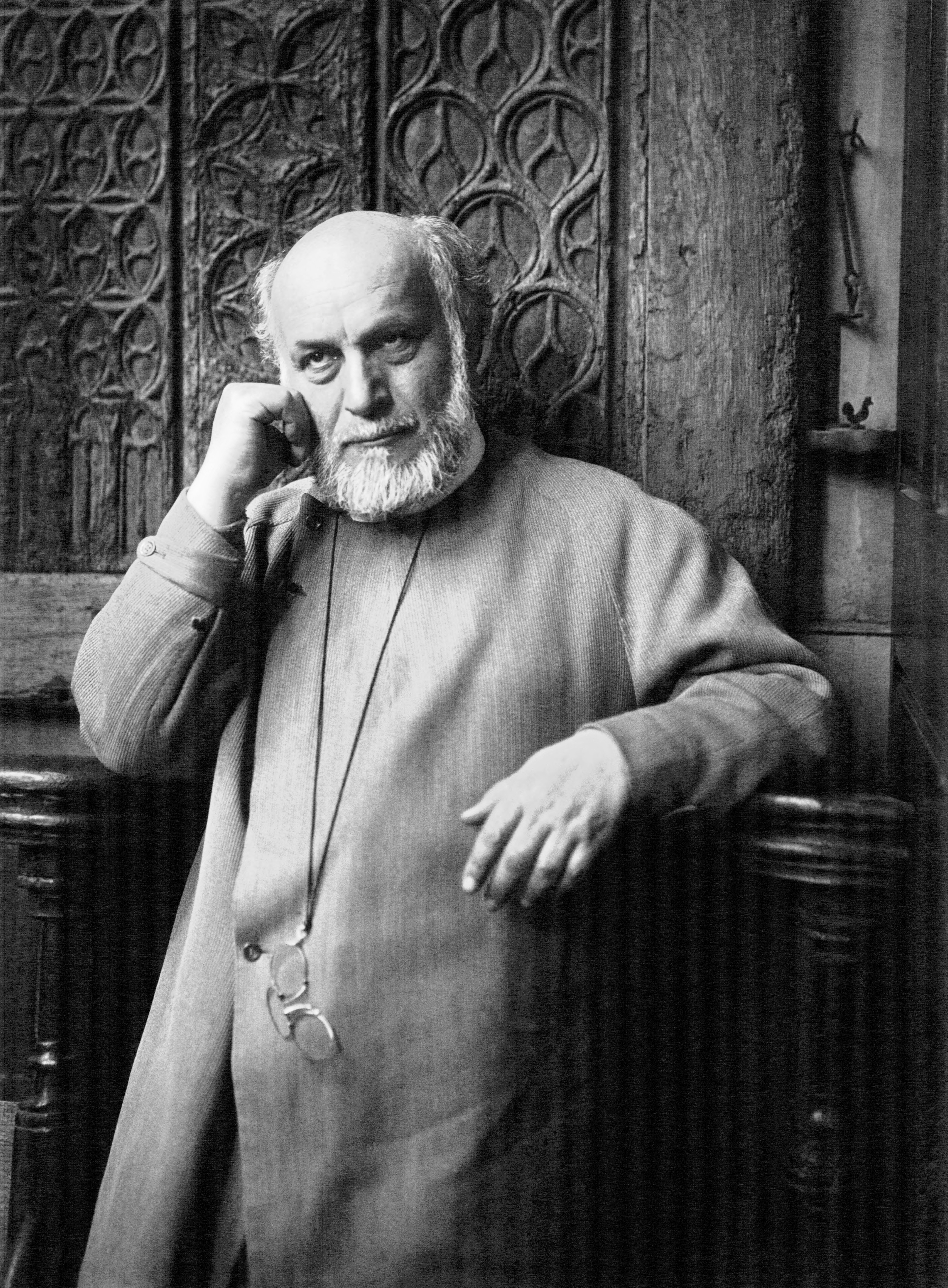
Photographie en 1925 d'Antoine Bourdelle (1861-1929)
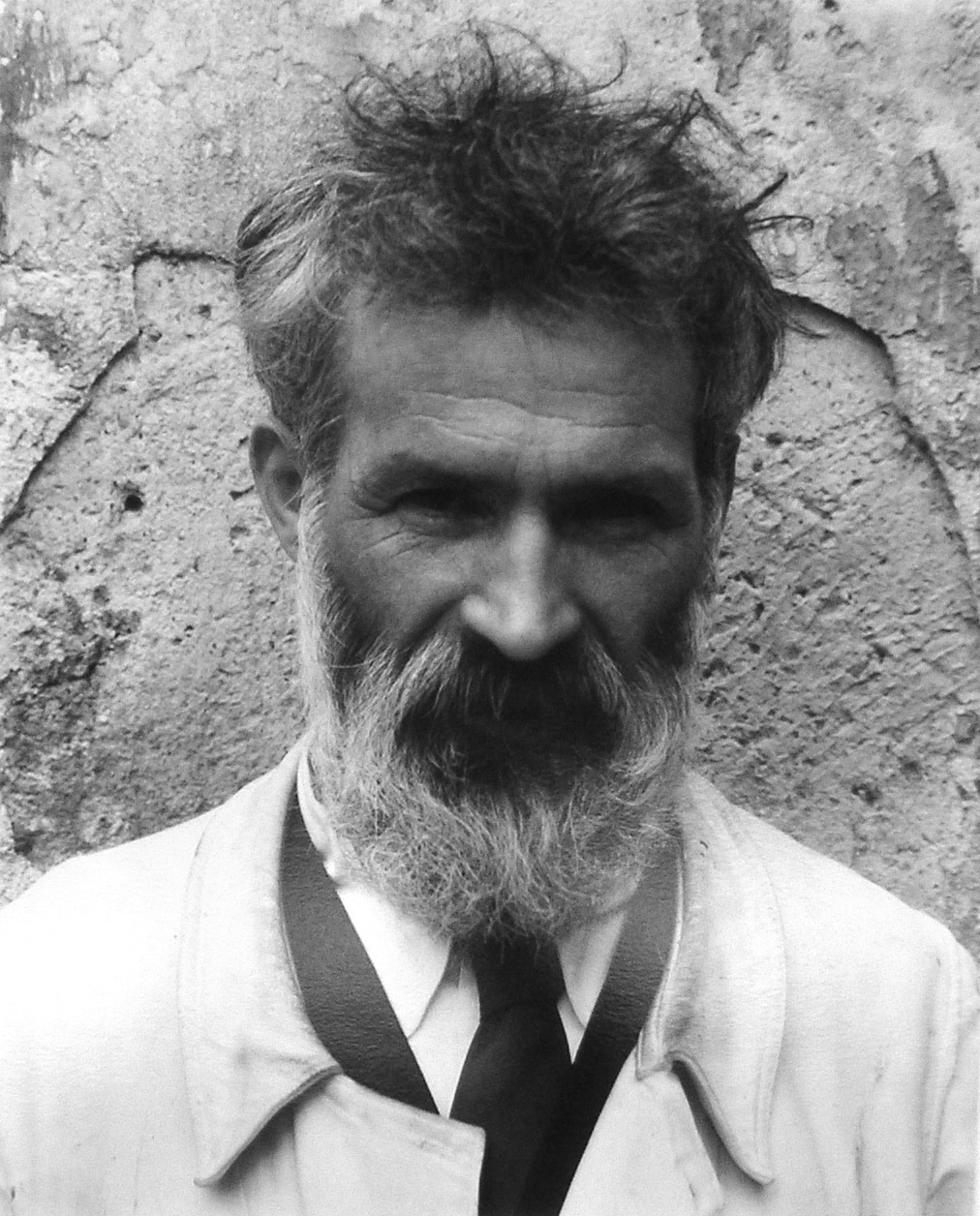
Photographie d'Edward Steichen en 1922 de Constantin Brâncuşi (1876-1957)
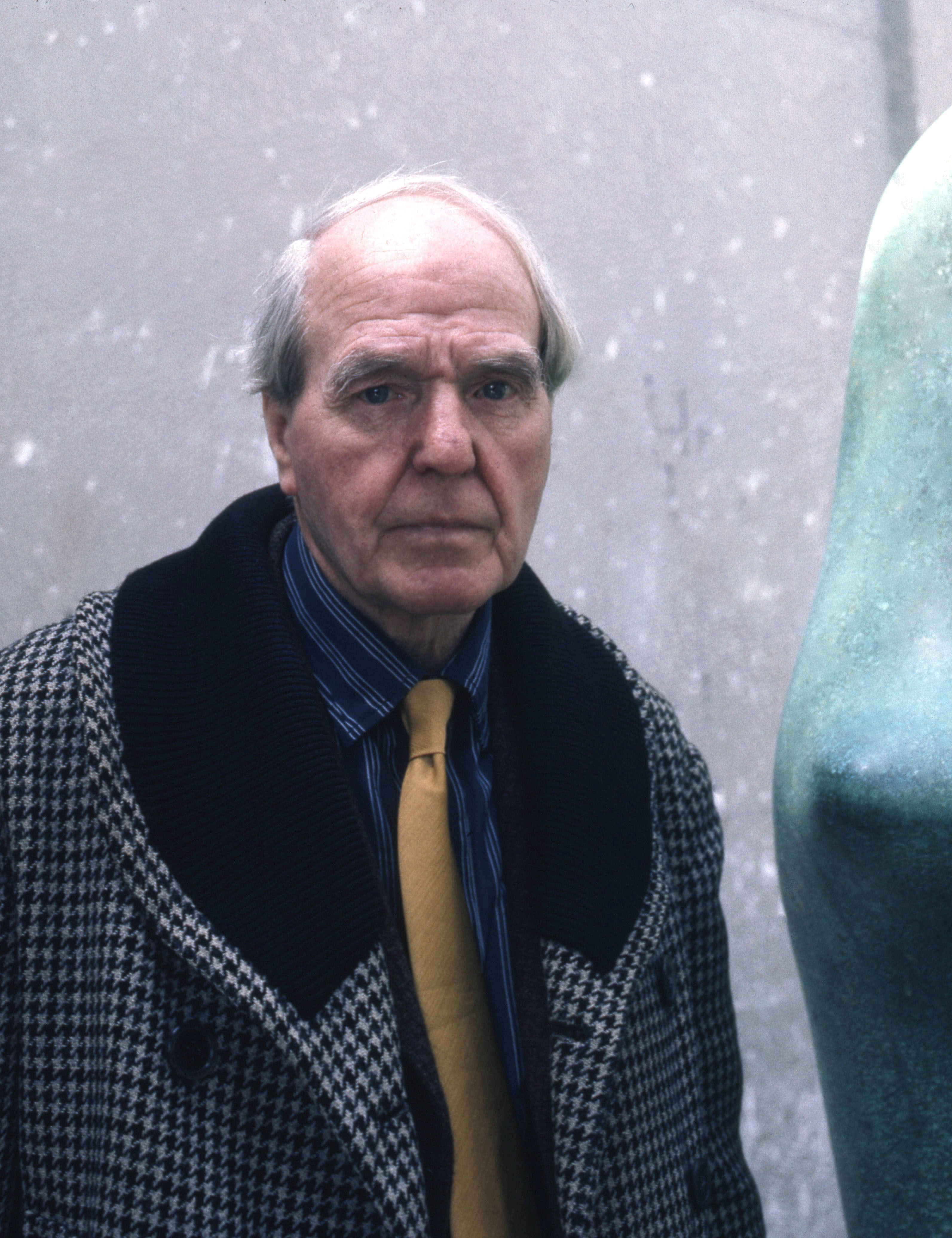
Photographie en 1973 de Henry Moore (1898-1986)

### Œuvres
- (ro) Ionel Jianou et Alexandru Bilciurescu, Cavalerii verticali (roman), Bucarest, 1931.
- (ro) Ionel Jianou, Petre Iorgulescu-Yor, Bucarest, 1939.
- (ro) Ionel Jianou, Theodor Pallady, Bucarest, 1944.
- (ro) Ionel Jianou, Nicolae Tonitza, Bucarest, 1945.
- (ro) Ionel Jianou, Gheorghe Petrașcu, Bucarest, éditions des Fondations Culturelles Royales, 1945.
- (ro) Ionel Jianou, Ștefan Luchian, Bucarest, 1947.
- (ro) Ionel Jianou, Pictorii revoluționari de la 1848: Ion Negulici, Constantin Daniel Rosenthal, Barbu Iscovescu, Bucarest, 1951.
- (ro) Ionel Jianou, Theodor Aman, Bucarest, 1953.
- (ro) Ionel Jianou, Ștefan Dimitrescu, Bucarest, 1954.
- (ro) Ionel Jianou et Petru Comarnescu, Ștefan Luchian, Bucarest, Editura de stat pentru literatură si artă, 1955, 316 p..
- (ro) Ionel Jianou, Barbu Iscovescu, Bucarest, 1956.
- (ro) Ionel Jianou, « La Collection Dona », L'Art dans la république populaire roumaine, Bucarest, no 12,‎ 1956, p. 28.
- (ro) Ionel Jianou et V. Beneș, Mărturii despre Nicolae Grigorescu, Bucarest, 1957.
- (ro) Ionel Jianou, Nicolae Grigorescu, Bucarest, Rumanian institute for cultural relations with foreign countries, 1957, 203 p.
- (ro) Ionel Jianou, Les Maîtres de la peinture roumaine au XXe siècle, Bucarest, 1957.
- (ro) Ionel Jianou, Iosif Iser, Bucarest, 1957.
- (ro) Ionel Jianou, Alexandru Ciucurencu, Bucarest, 1958.
- Ionel Jianou (préf. Jean Cassou), Brancusi, Paris, Arted, 1963, 115 p. (110 illustrations); traduction en anglais, New York, Tudor publishing C°, 1963.
- Ionel Jianou (préf. Waldemar George), Zadkine, Paris, 1964, 207 p. (96 illustrations).
- Ionel Jianou et M. Dufet, Bourdelle, Paris, 1965.
- Ionel Jianou, La sculpture et les sculpteurs, Paris, Nathan, 1966, 158 p..
- Ionel Jianou, Rodin, Paris, 1967, 117 p. (87 illustrations).
- Ionel Jianou, Petru Comarnescu et Mircea Eliade, Témoignages sur Constantin Brancusi, Paris, Arted, 1967, 65 p.
- Ionel Jianou et Waldemar-George, Adam, Paris, Arted, 1968, 164 p..
- Ionel Jianou, Valentine Prax, Paris, Arted, 1968, 78 p..
- Ionel Jianou (préf. Raymond Cogniat), Couturier, Paris, Arted, 1969, 160 p. (84 illustrations).
- Ionel Jianou, Henry Moore, Paris, Arted, 1968, 224 p..
- Ionel Jianou (préf. Marcel Brion), Lardera, Paris, Arted, 1968, 184 p. (89 illustrations).
- Ionel Jianou, 5000 ans d'architecture, Paris, Nathan, 1970, 96 p..
- Ionel Jianou et Waldemar George, Dimitrios Demou, Paris, Arted, 1970, 32 p..
- Ionel Jianou, Rodin, Paris, 1970, 80 p..
- Ionel Jianou et Hélène Lassalle, Gilioli (essai de catalogue raisonné des sculptures), Paris, Arted, 1971, 186 p. (96 illustrations).
- Ionel Jianou, Hajdu, Paris, Arted, 1972, 160 p. (85 illustrations).
- Ionel Jianou, Jean Arp, Paris, Arted, 1973, 71 p. (83 illustrations).
- Ionel Jianou et Annick Pély-Audan (préf. Abraham-Marie Hammacher), Marta Pan, Paris, Arted, 1974, 160 p. (80 illustrations).
- (fr + en) Ionel Jianou, Antoine Poncet, Paris, Arted, 1975, 180 p. (74 illustrations).
- Ionel Jianou et Enzo Carli, Vittorio Tavemari, Paris, Arted, 1974, 85 p..
- Ionel Jianou et Michel Dufet, Bourdelle (avec le catalogue des sculptures complété et numéroté), Paris, Arted, 1975, 150 p. (105 illustrations).
- Ionel Jianou et Constantin Noica, Introduction à la sculpture de Brancusi, Paris, Arted, 1976, 95 p..
- Ionel Jianou et Cécile Goldscheider, Rodin, Paris, 1977, 93 p. (87 illustrations).
- Ionel Jianou, Froso Eftimiadi, Paris, Arted, 1977, 94 p. (47 illustrations).
- (fr + de) Ionel Jianou, Ladis Schwartz (de), Paris, Arted, 1977, 94 p..
- Ionel Jianou, Avoscan, Paris, Arted, 1977, 94 p..
- Ionel Jianou et Catherine de Hulewitz, András Beck, Paris, Arted, 1978, 132 p..
- (fr + en + ro + ro-MD) Ionel Jianou et Constantin Noica), Alice Sfintesco, Paris, Arted, 1979, 76 p..
- (fr + en) Ionel Jianou, Ziffer, Paris, Arted, 1979, 92 p..
- Ionel Jianou et N. Michieli, Lia Giordano, Paris, Arted, 1979, 47 p..
- (ro) Ionel Jianou, Constantin Brâncuși, Bucarest, 1983.
- Ionel Jianou, Mircea Eliade et Eugène Ionesco), Les souvenirs de Venise de W.[ladimir] Siegfried, Neuilly, 1984, 42 p..
- Ionel Jianou, George Apostu, Paris, Les éditions Mayer, 1985, 84 p..
- Ionel Jianou, Les artistes roumains en Occident, Los Angeles, American Roamnian academy of arts and sciences, 1986, 183 p..
- Ionel Jianou et Gabrielle Ionescu, Témoignages sur Apostu, Paris, 1987, 68 p..
- Ionel Jianou, Andreia Nastasescu Bove, Paris, éditions du Borrego, 1987.
- Ionel Jianou et Hiromi Tsukui, Tsukui, Paris, 1987.
- Ionel Jianou, Si opera lui : Un om, o viaţă, un destin, Los Angeles, American Romanian Academy of arts and sciences, 1990, 361 p..
- (ro) Ionel Jianou (préf. Mircea Handoca), Brancusi, Bucarest, 2003.

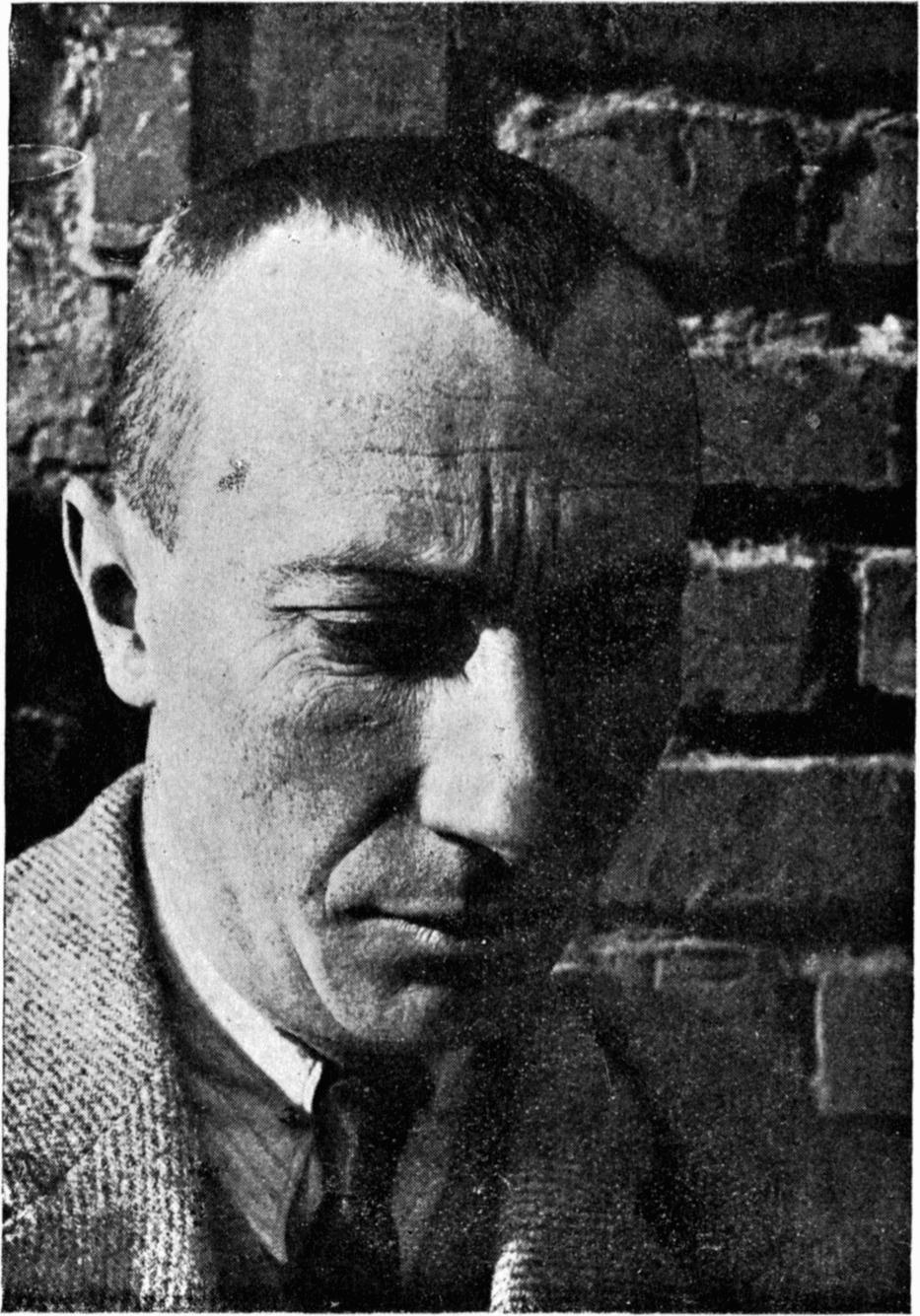
Photographie vers 1925 de Jean Arp (1886-1966)
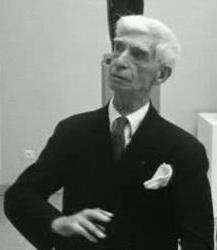
Ossip Zadkine (1888-1967)
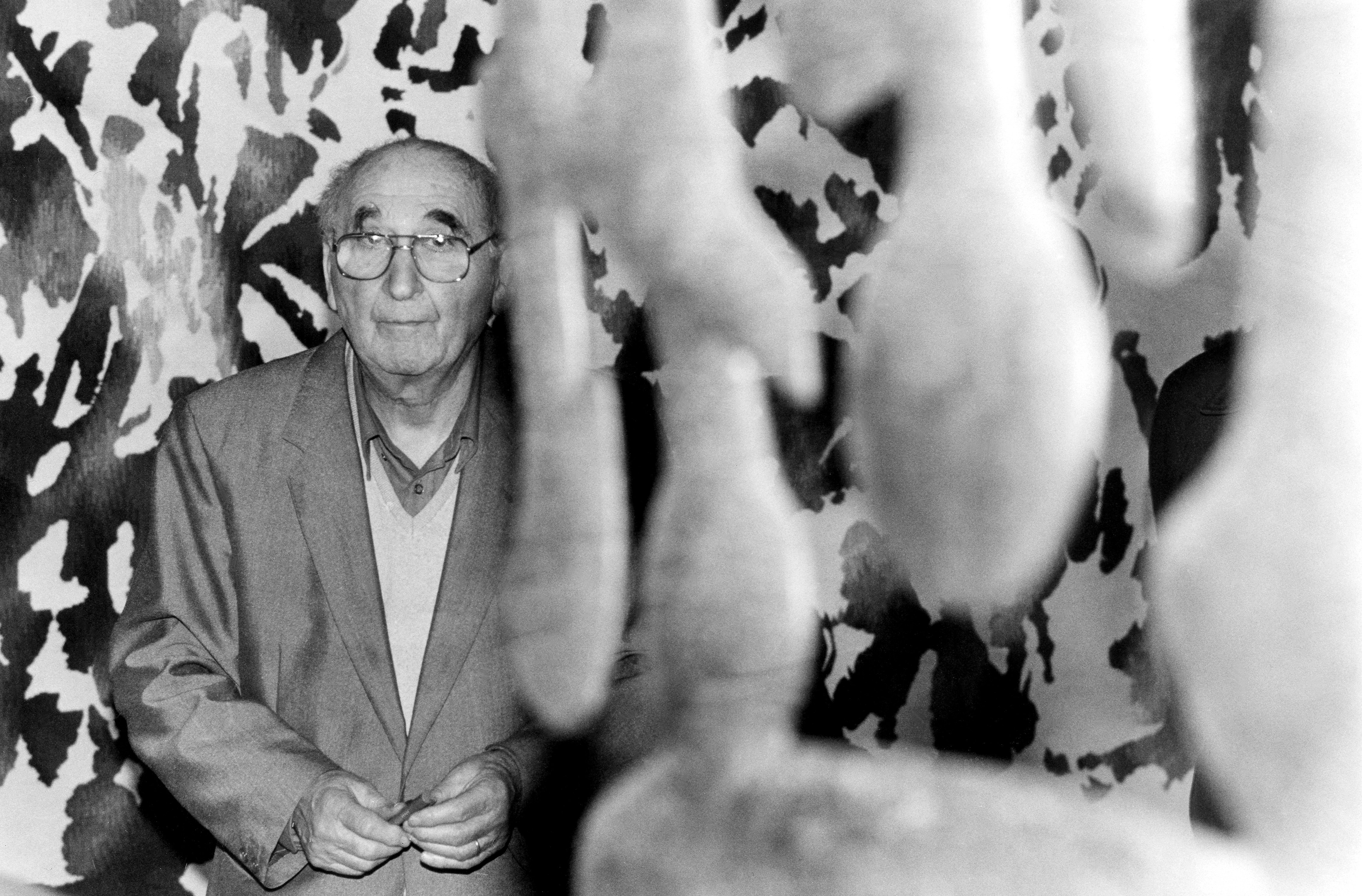
Etienne Hajdu (1905-1961)
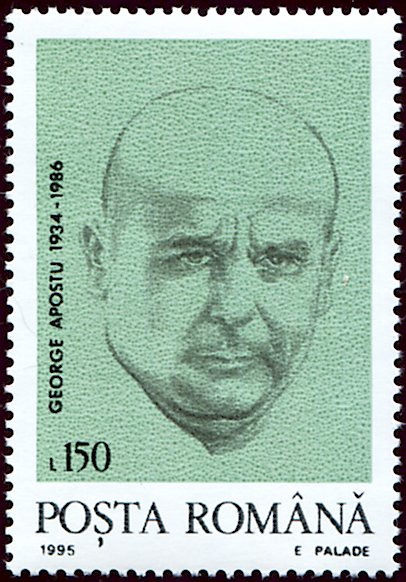
George Apostu (1934-1986)

### Ouvrages collectifs
- Radu Bogdan et Petru Comarnescu (préf. Petru Comarnescu et Ionel Jianou), La peinture roumaine au XXe siècle, Bucarest, éditions en langues étrangères, 1956.
- Dictionnaire universel de l’art et des artistes, Paris, Hazan, 1967, textes sur Paciurea Dimitrie, Derkovits Gyula, Rippl-Ronai Jozsef, Munkacsy Michael von Leib, Aurél Bernáth (en), Szinyei Merse Pal, Paal Laszlo, Ciucourenco Alexandre, Grigoresco Nicolae, Tonitza Nicolae, Andreesco Ion, Mincou Ion, Petrasco Gheorghe, Luchian Stefan, Pallady Theodor.
- Gérard Xuriguera, Aube Lardera et Ionel Jianou, La sculpture moderne en France depuis 1950, Paris, Arted, 1982.
- Les Artistes roumains en France, Paris, 1984, préface et textes sur Victor Brauner, Dimitrie Berea, Silvia-Gabriela Beju, Sanda Nitesco, Iona, Magdalena Radulesco.
- Les artistes roumains en Occident - Romanian Artists in the West, Jianou, Ionel (dir.), édition bilingue français-anglais, Los Angeles, American Romanian Academy of Arts and Sciences, Paris - Los Angeles, 1986.

### Préfaces et textes dans des catalogues d'expositions
Stefan Tanasescu (1965), Claude Abeille (1965), Marcel Gimond (1967), Ossip Zadkine (1967), Dimitros Demou (1968), Voinescu (1968), Alexandru Ciucourenco (1970), Salvatore Gallo (1970), Zdenek Prikryl (1970), Dimitros Demou (1970), Ossip Zadkine (1972), Gabi Beju (1972), S. Torday, (1973), Ion Vlad ro ; Ion Vlad (sculptor) (1974), G. Tomaziu (1975), Berto Lardera (1976), Gaetano Di Martino (1977), Ioana (1978), Ion Vlad  (1978), Lucien Wercollier (1979), András Beck (1982), Manolo Castanon (1983), Francisc Bartok (1984), Arghira (1984), Garry Faif (1984), W. Siegfried (1984), Nicolas Flessig (1985), Toshiaki Tsukui (1986), Nicolae Fleissig (1986), Andreia Nastasescu Bove (1986), W. Siegfried (1986), Jean-Léonard Stoskopf (1986), George Apostu (1987), Diana Schor (1988), W. Siegfried (1988), Andras Beck (1988), Alvaro Botez (1988), Dinu Grigoresco (1989), Delia Solari (1990), Ion Vlad (1991).

### Traductions
(Chronologie)
- (ro) Robert Peary, Cucerirea Polului Nord (La conquête du Pôle Nord), Bucarest, 1939.
- (ro) Peter Neagoe, Soare de Paști (Soleil de Pâques, 1934), Bucarest, 1940.
- (ro) Gerda Scheirer, Egon Jameson, Eroii bărcilor de salvare, Bucarest, 1946.
- (ro) Alexandre Pouchkine, Doubrovski (1832), Bucarest, 1949 (en collaboration avec Violeta Jianu).
- (ro) Ding Ling, Răsare soarele deasupra râului Sangan (Le Soleil illumine le fleuve Sanggan, 1948), Bucarest, 1950 (en collaboration avec Violeta Jianu).
- (ro) G.M. Markov, Familia Strogov (La famille Strogov), Bucarest, 1950 (en collaboration avec N. Issersohn).
- (ro) Ivan Vazov, Subjug (Sous le joug, 1890), Bucarest, 1951 (en collaboration avec Vanghele Hrisicu).
- (ro) Jorge Amado, Secerișul roșu (La vendange rouge, 1946), Bucarest, 1952 (en collaboration avec Vera Ilchievici).
- (ro) Antonina Kopteaeva, Ivan Ivanovici (1949), Bucarest, 1953 (en collaboration avec Vera Ilchievici).
- (ro) F. Kandîba, Pământ fierbinte (Terre chaude, 1950), Bucarest, 1954 (en collaboration avec Izabela Dumbravă).
- (ro) Iuan Tzin, Cun Tziue, Fii și fiice (Fils et filles), Bucarest, 1954.
- (ro) A. Volkov, Doi frați (Deux frères), Bucarest, 1954 (en collaboration avec Vladimir Aga).
- (ro) Lian Sin, Liu Hu-Lan, Povestea unei tinere revoluționare (Histoire d'une jeune révolutionnaire), Bucarest, 1954 (en collaboration avec Sofia Marian).
- (ro) Valentin Kataïev, O pânză-n depărtare (Au loin, une voile, 1936), Bucarest, 1955 (en collaboration avec V. Solodov).
- (ro) E. Iahnina, M. Aleinikov, Charlot Bantard, Bucarest, 1955 (en collaboration avec E. Antonescu).
- (ro) S. Golubov, Din scânteie va izbucni flacăra (De l'étincelle jaillira la flamme), Bucarest, 1955.
- (ro) Bela Mes, Eliberarea (Libération), Bucarest, 1956.
- (ro) V. Grigoriev, Corăbierul Grigori Selihov (Constructions navales Grigori Selihov), Bucarest, 1956 (en collaboration avec Vera Ilchievici).
- (ro) Charles Dickens, David Copperfield, Bucarest, 1957.
- (ro) Sinclair Lewis, Martin Arrowsmith (1925), Bucarest, 1958 (en collaboration avec Sofia Marian).
- (ro) Istvan Nagy, La cea mai înaltă tensiune (La tension la plus élevée), Bucarest, 1958 (en collaboration avec M. Bănescu).